# Elvin Məmmədov
Elvin Məmmədov (ur. 18 lipca 1988 w Tovuz) − azerski piłkarz występujący na pozycji pomocnika w klubie Sumqayıt FK, do którego trafił latem 2020 roku. W reprezentacji Azerbejdżanu zadebiutował w 2008 roku.